# Josh Ritter
Josh Ritter, född 21 oktober 1976 i Moscow i Idaho, är en amerikansk singer-songwriter och författare.

## Diskografi

### Studioalbum
- 1999 – Josh Ritter
- 2002 – Golden Age of Radio
- 2003 – Hello Starling
- 2006 – The Animal Years
- 2006 – In the Dark: Live at Vicar Street
- 2007 – The Historical Conquests of Josh Ritter
- 2010 – So Runs the World Away
- 2013 – The Beast in Its Tracks
- 2015 – Sermon On The Rocks
- 2017 – Gathering
- 2019 – Fever Breaks

### Livealbum
- 2006 – In the Dark – Live at Vicar Street
- 2007 – Live at The Record Exchange
- 2008 – Live at the 9:30 Club
- 2011 – Josh Ritter & The Royal City Band – Live at The Iveagh Gardens
- 2015 – Josh Ritter – Acoustic Live Vol. 1: Somerville Theater/Somerville, Mass